# Paradubbelverhoogd zeshoekig prisma
Een paradubbelverhoogd zeshoekig prisma is in de meetkunde het johnsonlichaam J55. Deze ruimtelijke figuur kan worden geconstrueerd door een twee vierkante piramides J1 met hun grondvlakken op twee tegenover elkaar liggende vierkante zijvlakken van een hexagonaal prisma te plaatsen.
Een verhoogd zeshoekig prisma J54, een metadubbelverhoogd zeshoekig prisma J56 en een drievoudig verhoogd zeshoekig prisma J57 worden ook geconstrueerd door vierkante piramides tegen de vierkante zijvlakken van een hexagonaal prisma te plaatsen, achtereenvolgens een, twee en drie vierkante piramides, maar nooit tegen twee naast elkaar liggende vierkante zijvlakken van het prisma aan.
De 92 johnsonlichamen werden in 1966 door Norman Johnson benoemd en beschreven.
- (en)  Parabiaugmented Hexagonal Prism